# 李荻
李荻（1999年12月15日—），四川成都人，中国国际象棋棋手，国际象棋特级大师。

## 生平
李荻4岁起开始学习国际象棋。13岁入选成都市国际象棋专业队，此后师从两位特级大师王玥、李超进行专业训练。2013年，他在世界青少年国际象棋锦标赛中夺得14岁组冠军，并由此获颁2013年度亚洲最佳青少年棋手奖。2014年，获全国青少年锦标赛（李成智杯）16岁组冠军。2017年，晋升国际大师。2019年，他以5胜4和的成绩在法国贝蒂讷公开赛（Béthune Open）上夺冠，由此拿到第三个特级大师序分并晋升为国际象棋特级大师。同年，他又在西班牙塞维利亚公开赛（Seville Open）以8胜1和的绝对优势夺冠。2021年8月，李荻参加了孟加拉国际象棋协会举办的沙希德·谢赫·卡迈勒上尉（Shaheed Captain Sheikh Kamal）国际邀请赛并以7胜2和的成绩名列第一。